# Tri Kladenți, Vrața
Tri Kladenți (în bulgară Три Кладенци) este un sat în comuna Vrața, regiunea Vrața,  Bulgaria. 

## Demografie
Componența etnică a satului Tri Kladenți
     Bulgari (72,66%)
     Romi (24,38%)
     Nicio identificare (2,58%)
     Altele (0,36%)
La recensământul din 2011, populația satului Tri Kladenți era de 812 locuitori. Din punct de vedere etnic, majoritatea locuitorilor (72,66%) erau bulgari, cu o minoritate de romi (24,38%). Pentru 2,58% din locuitori nu este cunoscută apartenența etnică.